# Funariaceae
Funariaceae es una familia de musgos en orden Funariales. Tiene aproximadamente 300 especies en la familia, con 200 especies en Funaria y otras 80 clasificadas en Physcomitrium.
El género Goniomitrium recientemente se ha movido desde la familia Pottiaceae a Funariaceae.

## Géneros

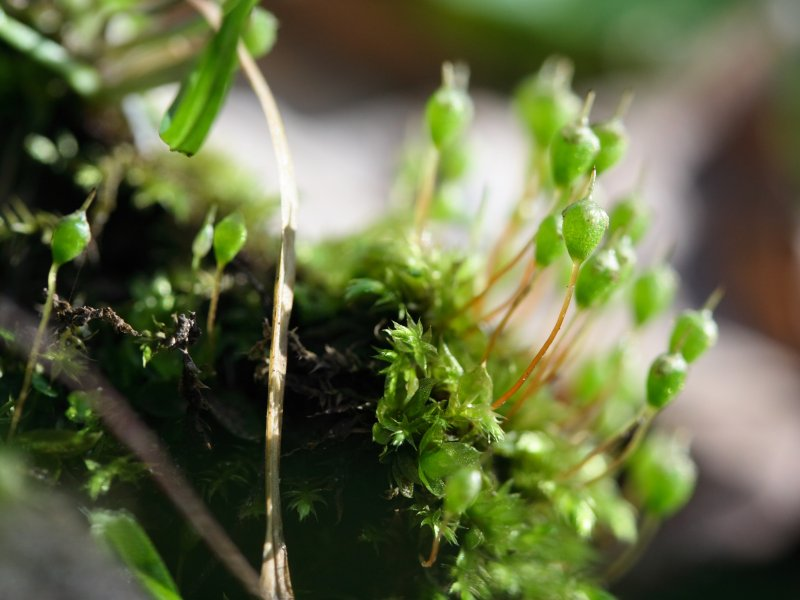
Physcomitrium pyriforme

Amphoritheca

Aphanorrhegma

Brachymeniopsis

Bryobeckettia

Clavitheca

Cygnicollum

Entosthodon

Ephemerella

Funaria

Funariella

×Funariophyscomitrella

Goniomitrium

Jonesia

Koehlreutera

Loiseaubryum

Micropoma

Nanomitriella

Physcomitrella

Physcomitrellopsis

Physcomitrium

Pyramidula

Steppomitra